# Homopolysacharidy
Homopolysacharidy jsou polysacharidy, které jsou tvořeny monosacharidovými jednotkami, které jsou všechny stejné (tedy tvořeny stejným monosacharidem).

## Příklady
- Agar – polymer galaktózy
- Celulóza – polymer beta-glukózy
- Inulin – polymer fruktózy, nejde ovšem o pravý homopolysacharid, neboť koncový monomer je tvořen glukózou
- Levany